# Luritja Road
Die Luritja Road ist eine Touristenstraße im Süden des australischen Northern Territory. Sie verbindet den Larapinta Drive im Watarrka-Nationalpark mit dem Lasseter Highway zwischen Mount Ebenezer und Curtin Springs. Die Straße ist Teil des Red Centre Way. Der Name bezieht sich auf Luritja, einen Stamm der Aborigines.

## Verlauf
Die auf der gesamten Länge asphaltierte, zweispurige Luritja Road ist die Fortsetzung des Larapinta Drive (S6), der Hermannsburg mit dem Watarrka-Nationalpark verbindet. Sie verläuft vom Nationalpark aus in ostsüdöstlicher Richtung durch die Siedlung Kings Creek an der Südostecke des Nationalparks ca. 80 Kilometer bis zur Wallara Ranch.
Dort zweigt die Ernest Giles Road nach Osten ab, die den Palmer River quert und am Stuart Highway (N87) endet. Die Luritja Road führt nach Süden weiter, vorbei an der Station Angas Downs. Auf dem Kamm der Kernot Range trifft sie 52 Kilometer nordöstlich von Curtin Springs auf den Lasseter Highway (S4), der vom Stuart Highway Richtung Uluṟu führt.
Der höchste Punkt im Verlauf der Straße liegt auf 669 m, der niedrigste auf 484 m.